# Compagnie des chemins de fer du Rhône
La Compagnie des chemins de fer du Rhône (1872-1896), dite aussi Société anonyme des chemins de fer du Rhône, est une société anonyme française créée notamment pour reprendre les actifs de la faillite de la Compagnie du chemin de fer de Lyon (la Croix-Rousse) au camp de Sathonay.

## Histoire

### Origine
Le syndique de la faillite de la Compagnie du chemin de fer de Lyon (la Croix-Rousse) au camp de Sathonay reçoit le 25 juin 1870 une offre de trois millions proposée par la société Erlanger et Cie, du banquier Émile d'Erlanger. Les représentants de cette société réitèrent cette proposition au juge-commissaire en déclarant qu'ils la maintiennent jusqu'au mardi 28 juin. Les personnes ayant fait l'offre précédente de deux millions cinq cent mille francs indiquant qu'ils ne pouvaient aller plus loin, le juge-commissaire rend une ordonnance, ce même 28 juin, autorisant le syndic à consentir la vente et la cession des droits à la concession du chemin de fer de Lyon à Sathonay, au prix de trois millions de francs, payables avant la mise en possession, dans les trois mois du jour où l'administration, maîtresse du séquestre administratif, aura fait connaître qu'elle est prête à restituer l'exploitation du chemin de fer aux concessionnaires en faillite. Erlanger et Cie a déjà versé, au syndic, deux cent cinquante mille francs à valoir en garantie de leur offre, qui permettrait aux créanciers de récupérer près de 90 % de leurs créances. Le 14 octobre 1871, les créanciers réunis au tribunal de commerce adoptent ce traité à l'unanimité.

### Création
La société anonyme dite « Compagnie des chemins de fer du Rhône » est constitué le 27 juin 1872. Son objet est l'exploitation de la ligne de Lyon-Croix-Rousse à Sathenay avec prolongement sur Trévoux et de toutes autres lignes qui pourraient lui être ultérieurement concédées. Elle dispose d'un capital de deux millions trois cent mille francs divisé en 4 500 actions de 500 fr. 600 de ces actions, représentant un capital de trois cent mille francs sont souscrites et les autres attribuée comme entièrement libérées à Émile d'Erlanger, qui apporte à la société la ligne et son matériel.

### Évènements importants
Le 27 octobre 1872, le conseil d'administration décide l'émission de 12 500 obligations de 500 fr, productives de 15 fr d'intérêts et remboursables en 88 ans, par voie de tirage au sort, conformément à un tableau d'amortissement inscrit au dos des titres. Toutes ces obligations sont cédées à la Société des bassins houillers du Hainaut au prix de 200 fr l'une. 
En 1879, presque toutes les obligations et toutes les actions sont entre les mains du Crédit mobilier lorsque la Compagnie du Rhône signe une convention avec la Compagnie des Dombes et des chemins de fer du Sud-Est (DSE). Il est stipulé : que celle-ci s'engage à racheter le réseau de la Compagnie du Rhône dans un délai maximum de 15 ans ; que le prix de rachat sera calculé d'après le trafic des trois dernières années, sans pouvoir être inférieur à un capital représentant une annuité de 172 500 fr, somme nécessaire pour le service des intérêts et des amortissement de 10 000 obligations. Dès la signature acquise la Compagnie du Rhône crée 7 400 actions nouvelles et rachète au Crédit mobilier les 12 500 obligations qu'il détient sans négociation du prix. La Compagnie du Rhône engage une campagne de communication sur les conditions du traité avec la Compagnie DSE, puis remet en vente 10 000 de ces obligations au prix unitaire de 325 fr.
À la fin de l'année 1896, l'assemblée générale des actionnaires prononce la dissolution de la société, en vertu du droit que lui donnent les statuts.

### Liquidation de la société
Le liquidateur, nommé par l'assemblée générale, notifie, le 27 juin 1897, cette mise en liquidation aux obligataires en leur annonçant le remboursement prochain des obligations. Le 10 juillet il fait connaître au président du syndicat, formé par les obligataires en vue de la défense de leurs intérêts, qu'il a l'intention de rembourser pour chaque obligation, le prix d'émission, c'est-à-dire 325 fr, majoré de la prime de remboursement. Quelques obligataires refusent, mais le plus grand nombre accepte sans réserve et sont rapidement remboursés par la Compagnie. 